# Modelo de Randall-Sundrum
El modelo de Randall-Sundrum, dentro de la cosmología de branas, es una ideación que describe el universo con más dimensiones por medio de una geometría alabeada o deformada. Más concretamente, nuestro universo es un espacio anti de Sitter de cinco dimensiones y las partículas fundamentales, exceptuando el gravitón, están ancladas a una 3-brana.
Lisa Randall y Raman Sundrum propusieron este modelo en 1999 debido a que no estaban satisfechos con los modelos universales con dimensiones extra que estaban en boga por aquel entonces. Se trata, en realidad, de dos modelos distintos llamados RS1 y RS2.

## Descripción general
Tales modelos requieren dos rasgos finos, el primero de ellos para describir el valor de la constante cosmológica del "bulk" y otra para las tensiones dentro de la brana. Después, mientras estudiaban los modelos RS en el contexto de la correspondencia Ads/CFT mostraron como este puede ser dual a los modelos tecnicolor del modelo estándar de física de partículas.
De allí nacieron dos modelos populares. El primero, llamado RS1, con un tamaño finito para las dimensiones extra con dos branas, cada una en cada lado o extremo. El segundo modelo, llamado RS2, es similar al primero, pero una de las branas ha sido colocada infinitamente lejos, de modo que solo queda una brana en el modelo.

## Modelo RS1
Es un modelo que trata de resolver el problema de jerarquía del modelo estándar de partículas. La RS1 habla de un "bulk" de cinco dimensiones finitas que están extremadamente alabeados o distorsionados conteniendo dos branas. Una es la brana de Planck, donde la gravedad es extraordinariamente fuerte por lo que también es llamada “brana de la gravedad”; la otra es la brana de TeV, nuestro hogar, con todas las partículas del modelo estándar ancladas a ella, es llamada "brana débil". En este modelo, las dos branas están separadas en el no tan gran espacio de cinco dimensiones por aproximadamente 16 unidades, estando estas unidades basadas sobre las energías del bulk y la brana.

### Función de probabilidad del gravitón
En este espacio deformado que solo está deformado a lo largo de la quinta dimensión, la función de densidad de probabilidad del gravitón es extremadamente alta en la brana de Planck, pero cae exponencialmente a medida que se mueve cerca de la brana de TeV. En este escenario, la gravedad es mucho más débil en la brana de TeV que en la brana de Planck.

### Solución del problema de jerarquía
En este modelo, cualquier cosa que se mueva de la brana de Planck a la brana de TeV en el "bulk" sería cada vez mayor, cada vez más ligero y desplazándose más lento a través del tiempo. La distancia y el tiempo se expanden cerca de la brana de TeV, pero la masa y la energía se contraen cerca de ella. Esto crea una explicación alternativa de la debilidad de la gravedad en la brana TeV: todo sería más ligero. Una parte interesante de esto es que el problema de jerarquía es resuelto automáticamente. La principal escala en la brana de Planck sería la escala de Planck. Sin embargo, el cambio por 16 unidades provoca en las escalas el cambio en 16 órdenes de magnitud. En la brana de Planck las cuerdas pueden tener una longitud de 10-33 cm, pero en la brana de TeV estas tienen una longitud de 10-17 cm. De hecho, esto hace que la escala de la masa para la brana débil sea de un TeV. Por lo tanto, ya no se tiene la extraña variedad de masas y energías. Si este es el caso, eventuales evidencias podrían ser deducidas de los datos del Large Hadron Collider.

### Explicación técnica
El modelo RS1 trata de abordar el problema de la jerarquía. La deformación de la dimensión extra es análoga a la deformación del espacio en las cercanías de un objeto masivo, como un agujero negro.
Esta deformación, o corrimiento al rojo, genera una gran proporción de las escalas de energía de modo que la escala de energía natural en un extremo de la dimensión extra es mucho mayor que en el otro extremo.
{\displaystyle \mathrm {d} s^{2}={1 \over k^{2}y^{2}}(\mathrm {d} y^{2}+\eta _{\mu \nu }\,\mathrm {d} x^{\mu }\,\mathrm {d} x^{\nu })}
Donde k es alguna constante y n tiene una signatura métrica de "+++". Este espacio tiene límites o fronteras en y=1/k e y=1/Wk, con {\displaystyle 0\leq {1 \over k}\leq {1 \over Wk}}, donde k esta alrededor de la escala de Plank, W es el factor de deformación o alabeo y Wk esta alrededor de un TeV. La frontera en y=1/k es llamada la brana de Planck y la frontera en y=1/Wk es llamada la brana de TeV. Las partículas del modelo estándar radican en la brana de TeV. La distancia entre ambas branas es de solo -ln(W)/k, aunque:
En otro sistema de coordenadas,
{\displaystyle \varphi \ {\stackrel {\mathrm {def} }{=}}\ -{\pi \ln(ky) \over \ln(W)},}
De modo que:
{\displaystyle 0\leq \varphi \leq \pi }
Y
{\displaystyle \mathrm {d} s^{2}=\left({\ln(W) \over \pi k}\right)^{2}\,\mathrm {d} \varphi ^{2}+e^{2\ln(W)\varphi  \over \pi }\eta _{\mu \nu }\,\mathrm {d} x^{\mu }\,\mathrm {d} x^{\nu }.}

## Modelo RS2
Este modelo utiliza la misma geometría que el modelo RS1, pero carece de la brana de TeV. Las partículas del modelo estándar son presumiblemente para ser parte de la brana de Planck. Este modelo tuvo particular interés debido a que presentaba un modelo infinito de cinco dimensiones, que en muchos aspectos, se comportaba como un modelo con las cuatro dimensiones ya conocidas. Esta configuración también puede ser de interés para el estudio de la correspondencia Ads/CFT .

## Resultados experimentales
Los últimos resultados experimentales del LHC (agosto de 2016) excluyen gravitones RS con masas por debajo de 3,85 y de 4,45 TeV para ~k = 0,1 y 0,2, respectivamente, y para ~k = 0,01, masas gravitacionales debajo de 1,95 TeV, a excepción de la región entre 1,75 TeV y 1,85 TeV. Actualmente, son los límites más estrictos sobre la producción del gravitón RS.